# العلاقات الإثيوبية التونسية
العلاقات الإثيوبية التونسية هي العلاقات الثنائية التي تجمع بين إثيوبيا وتونس.
سفارة إثيوبيا في فرنسا هي المتعمدة لدى تونس، بينما لهذه الأخيرة سفارة في إثيوبيا. يذكر أيضا أن السفير التونسي في إثيوبيا معتمد لدى مدغشقر وأوغندا وسيشل وتنزانيا وجزر القمر وكينيا والاتحاد الأفريقي.

## مقارنة بين البلدين
هذه مقارنة عامة ومرجعية للدولتين:
| وجه المقارنة                                              | إثيوبيا                        | تونس                                       |
| --------------------------------------------------------- | ------------------------------ | ------------------------------------------ |
| المساحة (كم2)                                             | 1.10 مليون                     | 163.61 ألف                                 |
| عدد السكان (نسمة)                                         | 104.96 مليون                   | 11.53 مليون                                |
| الكثافة السكانية (ن./كم²)                                 | 95.42                          | 70.47                                      |
| العاصمة                                                   | أديس أبابا                     | تونس                                       |
| اللغة الرسمية                                             | اللغة الأمهرية                 | اللغة العربية                              |
| العملة                                                    | بير إثيوبي                     | دينار تونسي                                |
| الناتج المحلي الإجمالي (بليون دولار)                      | 80.56 مليار                    | 40.26 مليار                                |
| الناتج المحلي الإجمالي (تعادل القوة الشرائية) بليون دولار | 161.90 مليار                   | 129.05 مليار                               |
| الناتج المحلي الإجمالي الاسمي للفرد دولار أمريكي          | 619                            | 3.87 ألف                                   |
| الناتج المحلي الإجمالي للفرد دولار أمريكي                 | 1.50 ألف                       | 11.44 ألف                                  |
| مؤشر التنمية البشرية                                      | 0.442                          | 0.721                                      |
| رمز المكالمات الدولي                                      | +251                           | +216                                       |
| رمز الإنترنت                                              | .et                            | .tn                                        |
| المنطقة الزمنية                                           | ت ع م+03:00، توقيت شرق أفريقيا | ت ع م+01:00، توقيت وسط أوروبا، ت ع م+02:00 |

## منظمات دولية مشتركة
يشترك البلدان في عضوية مجموعة من المنظمات الدولية، منها:
| علم المنظمة | اسم المنظمة                                                | تاريخ انضمام إثيوبيا | تاريخ انضمام تونس |
| ----------- | ---------------------------------------------------------- | -------------------- | ----------------- |
|             | الاتحاد البريدي العالمي                                    | ?                    | ?                 |
|             | مؤسسة التنمية الدولية                                      | 11 أبريل 1961        | 30 ديسمبر 1960    |
|             | منظمة حظر الأسلحة الكيميائية                               | ?                    | ?                 |
|             | الأمم المتحدة                                              | 13 نوفمبر 1945       | 12 نوفمبر 1956    |
|             | الاتحاد الأفريقي                                           | ?                    | ?                 |
|             | وكالة ضمان الاستثمار متعدد الأطراف                         | 13 أغسطس 1991        | 7 يونيو 1988      |
|             | منظمة الشرطة الجنائية الدولية                              | ?                    | ?                 |
|             | مؤسسة التمويل الدولية                                      | 20 يوليو 1956        | 25 يوليو 1962     |
|             | البنك الدولي للإنشاء والتعمير                              | 27 ديسمبر 1945       | 14 أبريل 1958     |
|             | الاتحاد الدولي للاتصالات                                   | 20 فبراير 1932       | 14 ديسمبر 1956    |
|             | البنك الإفريقي للتنمية                                     | ?                    | ?                 |
|             | العملية المشتركة للاتحاد الأفريقي والأمم المتحدة في دارفور | ?                    | ?                 |
|             | الفريق المعني برصد الأرض                                   | ?                    | ?                 |
|             | يونسكو                                                     | 1 يوليو 1955         | 8 نوفمبر 1956     |

## وصلات خارجية
- موقع وزارة الخارجية الإثيوبية